# سد كدية لمدور
تم بناء سد كدية لمدور والمعروف أيضا بسد تيمقاد سنة 1994،يقع على مجرى وادي الربع على بعد 7 كلم شمال شرق تيمقاد وعلى بعد 35 كلم من مدينة باتنة في الجزائر.
وهو عبارة عن سد خزان يعبأ المياه السطحية من وادي الربع الذي يغطي مستجمعات مائية على مساحة 59 ألف هكتار.
48,72% من سكان ولاية باتنة، أي 682 000 نسمة، يشربون المياه من هذا السد الذي يزود مدن باتنة ،تازولت، تيمقاد، عين توتة، بريكة، وآريس بالإضافة إلى بلديات مجاورة من ولاية خنشلة.

## تاريخ السد
تم تسجيل المشروع لإنشاءه في عام 1990، ثم تم إنشاء طوق أمني دائم لبدء بناء السد في عام 1994، وفي سبتمبر 2005 افتتحه الرئيس عبد العزيز بوتفليقة.
تم إنشاء محطة معالجة للمياه بالسد تشرف عليها شركة الجزائرية للمياه، والتي دخلت حيز الإنجاز في سنة 2005 في حين انطلقت في مباشرة عملها في سبتمبر 2007، وتحتوي على قناتين، واحدة موجهة للمياه الصالحة للشرب والثانية موجهة للإنتاج الفلاحي.
تم إنشاء سنة 2014 قناة بطول 120 كلم وبقطر 1,40 متر وبتدفق يقدر ب1 متر مكعب في الثانية لتحويل المياه من سد بني هارون إلى سد كدية لمدور بهدف القضاء على العجز الذي تشهده منطقة باتنة في مجال التموين بمياه الشرب لانخفاض منسوب مياه سد كدية لمدور. يتم ضخ المياه عبر محطة ضخ بعين كرشة بحجم تحويل يقدر ب282 مليون متر مكعب سنويا والذي من المنتظر أن يكفي احتياجات المنطقة ال30 سنة المقبلة. المشروع تضمن تخصيص حجم 255 مليون متر مكعب من المياه المستقبلة لولاية باتنة من بينها 84 مليون متر مكعب للتموين بمياه الشرب فيما تخصص البقية لسقي مساحة 34 ألف هكتار من الأراضي الفلاحية الواقعة ببلديات الشمرة و أولاد فاضل و عين التوتة فيما يتم توجيه 27 مليون متر مكعب من الحجم المحول نحو ولاية خنشلة المجاورة.
في 2021 تم تزويد السد بمحطة ضخ متنقلة لرفع قدرة ضخ الماء نحو ولايتي باتنة وخنشلة، بقدرة 37 ألف متر مكعب سنويا.

## خصائص السد
مساحة: 587,6 كلم مربع.
سعة السد: 75 مليون متر مكعب.

## انظر كذلك
- قائمة سدود الجزائر
- قائمة وديان الجزائر

## المذكرات والمراجع
1. 1 2  "باللغة الفرنسية (MODELISATION DE L'EROSION DANS LE BASSIN DE OUED REBOA ET SON IMPACT SUR LE BARRAGE DE TIMGAD - APPROCHE MULTICRITERES )" (PDF). 2012. مؤرشف من الأصل (PDF) في 2013-10-22. {{استشهاد بدورية محكمة}}: الاستشهاد بدورية محكمة يطلب |دورية محكمة= (مساعدة)
2. 1 2  "يومية الشعب الجزائرية - الرّهان على سد كدية لمدور بتيمقاد". www.ech-chaab.com (بar-aa). Archived from the original on 2018-08-24. Retrieved 2022-02-16.{{استشهاد ويب}}:  صيانة الاستشهاد: لغة غير مدعومة (link)
3. ↑  "رضوان غضبان: سد «كدية لمدور».. واقع وآفاق". ساسة بوست. مؤرشف من الأصل في 2021-06-14. اطلع عليه بتاريخ 2022-02-16.
4. ↑  "سلال يدشن التحويل المائي بين سدي بني هارون بميلة وكدية المدور في باتنة". النهار أونلاين (بar-DZ). 3 Jul 2014. Archived from the original on 2022-02-17. Retrieved 2022-02-16.{{استشهاد ويب}}:  صيانة الاستشهاد: لغة غير مدعومة (link)